# آمبروسیو کنتارینی
آمبروسیو کنتارینی (۱۴۲۹–۱۴۹۹) نجیب‌زاده، بازرگان و دیپلمات ونیزی بود که به خاطر گزارش سفرش به ایران شهرت دارد.

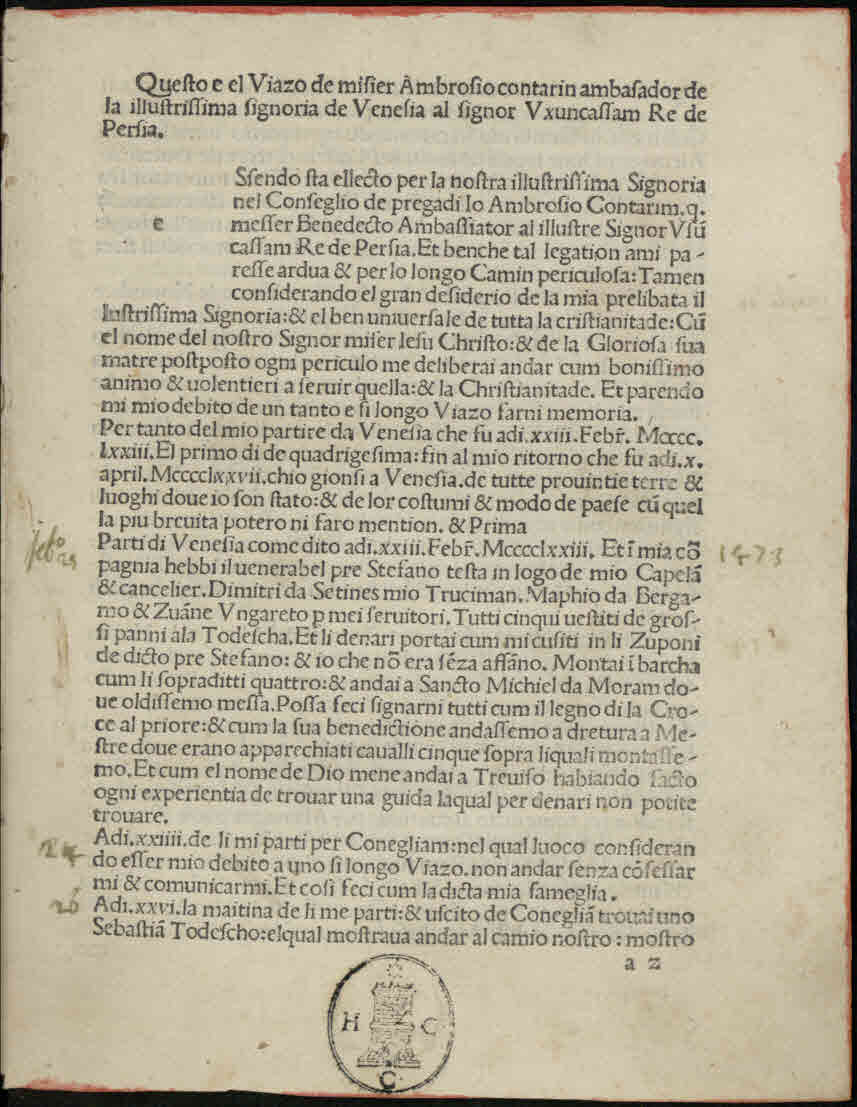
سفر برای دیدار با اوزن حسن پادشاه ایران، ۱۸۴۷

آمبروسیو کنتارینی عضوی از خانواده پاتریسیون کنتارینی بود و دوران جوانی خود را در قسطنطنیه پایتخت عثمانی و به عنوان تاجر گذراند. او پس از آغاز جنگ عثمانی و ونیز در سال ۱۴۶۳، قسطنطنیه را ترک کرد. در سال ۱۴۷۰، او در عرشه کشتی آیگیوس با عثمانی‌ها می‌جنگید.
از آنجا که جمهوری ونیز به دنبال ایجاد اتحاد بزرگتری علیه امپراتوری عثمانی بود کنتارینی را با یک مأموریت دیپلماتیک نزد اوزون حسن، حاکم ایرانی طایفه آق قویونلو فرستاد. او در فوریه ۱۴۷۴ ونیز را ترک کرد، اروپای مرکزی، کیف و گرجستان را طی کرد و در اوت ۱۴۷۴ به تبریز رسید. او در ماه اکتبر در پایتخت یعنی اصفهان با اوزون حسن دیدار کرد و با مهربانی مورد استقبال قرار گرفت، اما پیشنهاد ونیزی‌ها برای توسعه اتحاد مورد قبول قرار نگرفت و کنتارینی در آوریل ۱۴۷۷، پس از وقفه‌های طولانی و یک سفر دشوار به ونیز بازگشت. کنتارینی در مسیر بازگشت از ایران به ونیز، در مسکو توقف کرد و در آنجا با تزار روسیه ایوان سوم ملاقات کرد.
کنتارینی به محض ورود به ونیز به صورت شفاهی به شورای جمهوری ونیز گزارش سفرش را ارائه کرد. گزارش او در ونیز در سال ۱۴۷۶ توسط اچ. فاکسیوس با عنوان Questo e el Viazo de misier Ambrogio Contarini منتشر شد. گزارش مکتوب مأموریت او در سال ۱۴۸۶ در ویچنزا چاپ شد. سفرنامه کنتارینی تحت تأثیر حالات شخصی اوست، اما حاوی اطلاعات بسیار ارزشمندی در مورد مناطقی مختلف به ویژه ایران تحت حکومت اوزون حسن است که وی از آنها بازدید کرده‌است،

## آثار
- Contarini, Ambrogio (1487). Viaggio al signor Usun Hassan re di Persia (به ونیزی). Annibale Fossi.
- گیوسافت باربارو